# Tarafás Imre
Tarafás Imre (Körmend, 1947–) magyar közgazdász (MTA doktor), a közgazdasági tudományok kandidátusa.
Diplomáját a Marx Károly Közgazdaságtudományi Egyetemen szerezte, majd 1969–1973 között az MTA Közgazdaságtudományi Intézetében dolgozott. 1973–1986 között a Magyar Nemzeti Banknál főelőadó, az árfolyampolitikai osztály vezetője, majd a közgazdasági főosztály helyettes vezetője. 1986–1988 között az Országos Tervhivatalnál gazdaságirányítási és pénzügyi főcsoportfőnök, közben (1985–87) a Világbank tanácsadója. 1988–1993 között ismét a Nemzeti Banknál dolgozik, első elnökhelyettes, majd alelnök. 1994–1996 között a Deloitte and Touche vezető menedzsere és IMF-tanácsadó. 1996–1999 között az Állami Bankfelügyelet, majd az Állami Pénz és Tőkepiaci Felügyelet elnöke.
1999 óta egyetemi tanár, a Budapesti Műszaki és Gazdaságtudományi Egyetem Pénzügy- és Számvitel Tanszékének vezetője volt. 2005-től a Pénzügyek Tanszékén oktat. 2002 óta az Európai Újjáépítési és Fejlesztési Bank igazgatóságának tagja.

## Művei
- Esze Zsuzsa–Mérey Ildikó–Tarafás Imre: Az 1971-75-re kidolgozott exportösztönzési rendszer; MTA Közgazdaságtudományi Intézet, Bp., 1971 (A Magyar Tudományos Akadémia Közgazdaságtudományi Intézetének közleményei)
- Gubcsi Lajos–Tarafás Imre: A láthatatlan pénz; Közgazdasági és Jogi, Bp., 1977 (németül is)
- Gubcsi Lajos–Tarafás Imre: A láthatatlan pénz; 2. átdolg., bőv. kiad.; Közgazdasági és Jogi, Bp., 1983
- A monetáris politika a nagy válságtól az ingatag pénzpiacokig; Aula, Bp., 2001
- Bankrendszer és monetáris politika Magyarországon, 1987-2000; Aula, Bp., 2002
- Nemzetközi pénzügyi piacok; Typotex, Bp., 2008 (Fejezetek a pénzügyekből)
- Napjaink monetáris politikájának alapjai; Typotex, Bp., 2008 (Fejezetek a pénzügyekből)

## Külső hivatkozások
- BME Pénzügy és Számvitel Tanszék – Dr. Tarafás Imre életrajza
- finance.bme.hu